# Bakonypéterd
Bakonypéterd is een plaats (község) en gemeente in het Hongaarse comitaat Győr-Moson-Sopron. Bakonypéterd telt 301 inwoners (2001).